# Конюшки-Тулиголовские
Конюшки-Тулиголовские (укр. Конюшки-Тулиголівські) — село в Рудковской городской общине Самборского района Львовской области Украины.
Население по состоянию на 2024 год составляет 260 человек. Занимает площадь 2,539 км². Почтовый индекс — 81445. Телефонный код — 3236.